# Grassau (Baviera)
Grassau è un comune tedesco di 6 341 abitanti, situato nel land della Baviera.